# Giovanni Verocai
Giovanni Verocai (Venezia, 1700 circa – Brunswick, 13 dicembre 1745) è stato un compositore e violinista italiano.

## Biografia
Probabilmente allievo di Vivaldi, nel 1727 fu ingaggiato dal direttore teatrale Santo Burigotti per entrare come componente dell'orchestra del nuovo Stadttheater di Breslavia. L'anno successivo scrisse le sue prime composizioni, ossia delle arie per il pasticcio Griselda, rappresentato nella città polacca nell'estate del 1728. Nel 1729 entrò al servizio di Federico Augusto, principe-elettore di Sassonia e re di Polonia, presso la propria corte di Dresda.
Nel 1731 fu parte del gruppo di 22 musicisti scelti da Federico Augusto per il proprio viaggio a Mosca, dove lavorò alla produzione di alcuni concerti assieme a Gasparo Janeschi e Giovanni Alberto Ristori; nella città russa, in occasione dell'incoronazione a imperatrice di Anna Ivanova, compose la sua unica cantata nota, ossia la Cantata per il giorno dell'incoronazione dei Sua Maestà Imperiale, la quale venne intonata anche in russo da Ludovica de Wolski. Successivamente, nonostante Federico Augusto avesse invitato i vari artisti della sua corte a rientrare Dresda, Verocai decise di rimanere assieme a Janeschi in Russia, dove ricevette un compenso di 1000 rubli. Nel 1731-2 sposò la cantante tedesca Sophie Amalia Kayser, figlia del violinista amburghese Johann Kayser, con la quale era giunto precedentemente a Mosca. Sempre nel 1732 entrò al servizio della corte a San Pietroburgo, presso la quale rimase per quasi sette anni. Ivi prese parte soprattutto all'esecuzione di musica strumentale, sotto la direzione il maestro di cappella Francesco Araja che dal 1735 acquisì la direzione sia delle rappresentazioni teatrali che dell'esecuzioni dei concerti: nell'orchestra di corte, composta da ben 40 musicisti, facevano parte anche il violinista Luigi Madonis, Giovanni Piantinida, il violinista Domenico Dall'Oglio, il violoncellista Giuseppe Dall'Oglio e lo stesso Janeschi sempre come violoncellista.
Nel giugno del 1738 lasciò San Pietroburgo e si recò a Brunswick (Braunschweig), dove fu nominato Kapellmeister e direttore dell'Opera, posizioni che tenne fino alla morte. In questa città egli produsse tutte le sue opere serie. Come risulta da una nota del 5 luglio 1745 Verocai ha avuto rapporti con la corte Württemberg e con il Oberkapellmeister Giuseppe Antonio Brescianello: Verocai ha firmato la nota e confermando di aver ricevuto 20 ducati di Brecianello su ordine del duca di Württemberg. Nonostante venga riportata come sua data di morte il 13 dicembre 1745, le sue opere vennero regolarmente messe in scena fino al 1747, senza alcuna indicazione nel libretto relativamente alla morte dell'autore. Sua moglie morì due anni più tardi, il 12 maggio 1747.

## Considerazioni sull'artista
La perdita della totalità delle sue opere, nonché la scarsità di studi approfonditi, rende impossibile delineare le qualità di Verocai come compositore. Come violinista, nonostante fosse assai apprezzato dai contemporanei, non fu certamente fra i più influenti musicisti della sua epoca e Madonis gli era superiore nella tecnica.

## Composizioni

### Opere
Tutte le opere vennero tutte rappresentate per la prima volta Brunswick.
- Venceslao (opera seria, libretto dopo Apostolo Zeno, 1739)
- Penelope (opera seria, libretto di Pietro Pariati, 1740)
- Demofoonte (opera seria, libretto di Pietro Metastasio, 1742)
- Zenobia und Radamistus (opera seria, libretto di G. Schürmann, basato sulla Zenobia di Pietro Metastasio, 1742)
- Cato (opera seria, libretto basato su Catone in Utica di Pietro Metastasio, 1743)
- Hissifile (opera seria, libretto basato su Issipile di Pietro Metastasio, 1743)
- La forza dell'amore e dell'odio (opera seria, 1744)
- Sesostri (opera seria, libretto dopo Pietro Pariati, 1744)
- Die getreue Emirena (opera seria, libretto di G. Schürmann, basato su Adriano in Siria di Pietro Metastasio, 1745)
- Il ciro riconosciuto (opera seria, libretto di Pietro Metastasio, 1746)
- Achille in Sciro (opera seria, libretto di Pietro Metastasio, 1746)
- Apollo fra i pastori (pastorale, 1746)
- Temistocle in bando (opera seria, libretto dopo Pietro Metastasio, 1747

### Altri lavori
- Cantata per il giorno dell'incoronazione dei Sua Maestà Imperiale (1731, Mosca)
- 12 sonate per violino e basso continuo, op.1 (1735-8, San Pietroburgo)
- Labirinto musicale per 2 violini e basso continuo (1740 ca., Lipsia)
- Sinfonia
- Diverse arie